# Ivano Marescotti
Ivano Marescotti (ur. 4 lutego 1946 w Villanova, zm. 26 marca 2023 w Rawennie) – włoski aktor, reżyser teatralny.

## Biografia
Marescotti urodził się w mieście Villanova w prowincji Rawenna, pracował jako urzędnik w sektorze miejskim Rady Rawenny. Zaczął grać w wieku 35 lat, najpierw w lokalnych amatorskich teatrach, a następnie w kilku dużych zespołach teatralnych.
Po występach w małych rolach filmowych Marescotti odegrał przełomową rolę w 1991 roku jako chemik Tobia w komedii Silvio Soldiniego The Peaceful Air of the West. Od tego czasu Marescotti zaczął pojawiać się w dziesiątkach filmów, zwykle w rolach drugoplanowych, stając się jednym z najaktywniejszych aktorów charakterystycznych włoskiego kina lat 90. i 2000. W ostatnich latach brał udział w kilku międzynarodowych produkcjach.
W 2004 roku zdobył Srebrną Wstęgę za film krótkometrażowy Assicurazione sulla vita. W 2007 został wybrany do regionalnego zgromadzenia założycielskiego Partii Demokratycznej w Bolonii.
Marescotti zmarł w Rawennie 26 marca 2023 roku w wieku 77 lat.

## Wybrana filmografia
- 1991: Nosiciel teczki, jako sekretarz okręgowy
- 1991: Johnny Wykałaczka, jako dr Randazzo
- 1992: Ich czworo, jako Ennio
- 1992: Test pamięci, jako malarz
- 1992: Ośmiornica 6, jako Bellini, fotograf
- 1993: Pałac pod Oliwkami, jako Guido Contadini
- 1993: Rozdarta dusza, jako Direttore dell'albergo
- 1993: Młody Mussolini, jako Giacinto Serrati
- 1994: Mario i magik, jako pastor
- 1994: Potwór, jako Pascucci
- 1994: Oświadczyny, jako profesor Colli
- 1995: Pasolini, włoska zbrodnia, jako Cliente Spaltro
- 1996: Jedno i drugie, jako nauczyciel Caimi
- 1996: Niebo coraz bardziej błękitne, jako biegacz
- 1999: Osły, jako Bastiano
- 1999: Utalentowany pan Ripley, jako pułkownik Verrecchia
- 2001: Jak zrobić martini, jako Lino
- 2001: Hannibal, jako Carlo Deogracias
- 2002: Legenda o Alu, Johnie i Jacku, jako kapitan policji
- 2004: Król Artur, jako biskup Germanius
- 2006: O moim bracie, jako Cesare Manera
- 2007: Czekoladowe lekcje, jako Giancarlo Ugolini
- 2007: Św. Klara i św. Franciszek, jako Monaldo
- 2007: W blasku gwiazd, jako Annibale Merolle, faszystowski oficer
- 2008: Albakiara, jako komisarz Guidotti
- 2009: Mój ostatni dzień wojny
- 2011: Łatwe życie, jako Sergio Manzi
- 2012: Do ostatniej plaży, jako Fabio
- 2017: Michał Anioł - Nieskończoność, jako Giorgio Vasari
- 2017: Zakochani, jako Ludovico Sveva Casati
- 2018: W domu wszystko ok, jako Pietro
- 2019: Winny, jako starszy pan